# Ralf Appel
Ralf Appel (ur. 18 lipca 1971 w Pirmasens) – niemiecki szachista, arcymistrz od 2008 roku.

## Kariera szachowa
Pierwsze znaczące sukcesy zaczął odnosić w drugiej połowie lat 80. XX wieku. W 1988 r. zwyciężył w mistrzostwach Niemiec w szachach błyskawicznych, a następnym roku zdobył tytuł mistrza kraju juniorów do 20 lat. W latach 1992, 1993 i 1995 zwyciężał w turniejach Gusenburger Schnellschachopen, natomiast w 1997 i 1998 – w Dr. Wagner Gedächtnisturnier. W 2001 r. podzielił I m. (wspólnie z Danielem Fridmanem) w turnieju Julian Borowski-B w Essen, zdobywając pierwszą normę na tytuł arcymistrza. W kolejnych kilku latach ograniczył starty w turniejach klasyfikowanych przez FIDE, uczestnicząc praktycznie tylko w rozgrywkach niemieckiej Bundesligi (w których to dwukrotnie, w sezonach 2005/06 i 2007/08, wypełnił normy na tytuł arcymistrzowski). W 2007 r. odniósł kolejny indywidualny sukces, dzieląc I m. (wspólnie z m.in. Siergiejem Tiwiakowem i Fabiano Caruaną) w Vlissingen.
Najwyższy ranking w dotychczasowej karierze osiągnął 1 lipca 2009 r., z wynikiem 2552 punktów zajmował wówczas 22. miejsce wśród niemieckich szachistów.